# Межишин Зиновій
Межишин Зиновій (псевдо: Дух; ? – ?) – лицар Золотого хреста бойової заслуги УПА 2 класу.

## Життєпис
Кулеметник сотні «Ударник-5» ВО-6 «Сян». Вістун УПА (?).
Саме він 28 березня 1948 року чергою із кулемета ліквідував генерала Кароля Сверчевського. 

## Нагороди
- Золотий хрестом бойової заслуги УПА 2 класу (23.08.1948)